# Obchodní bilance

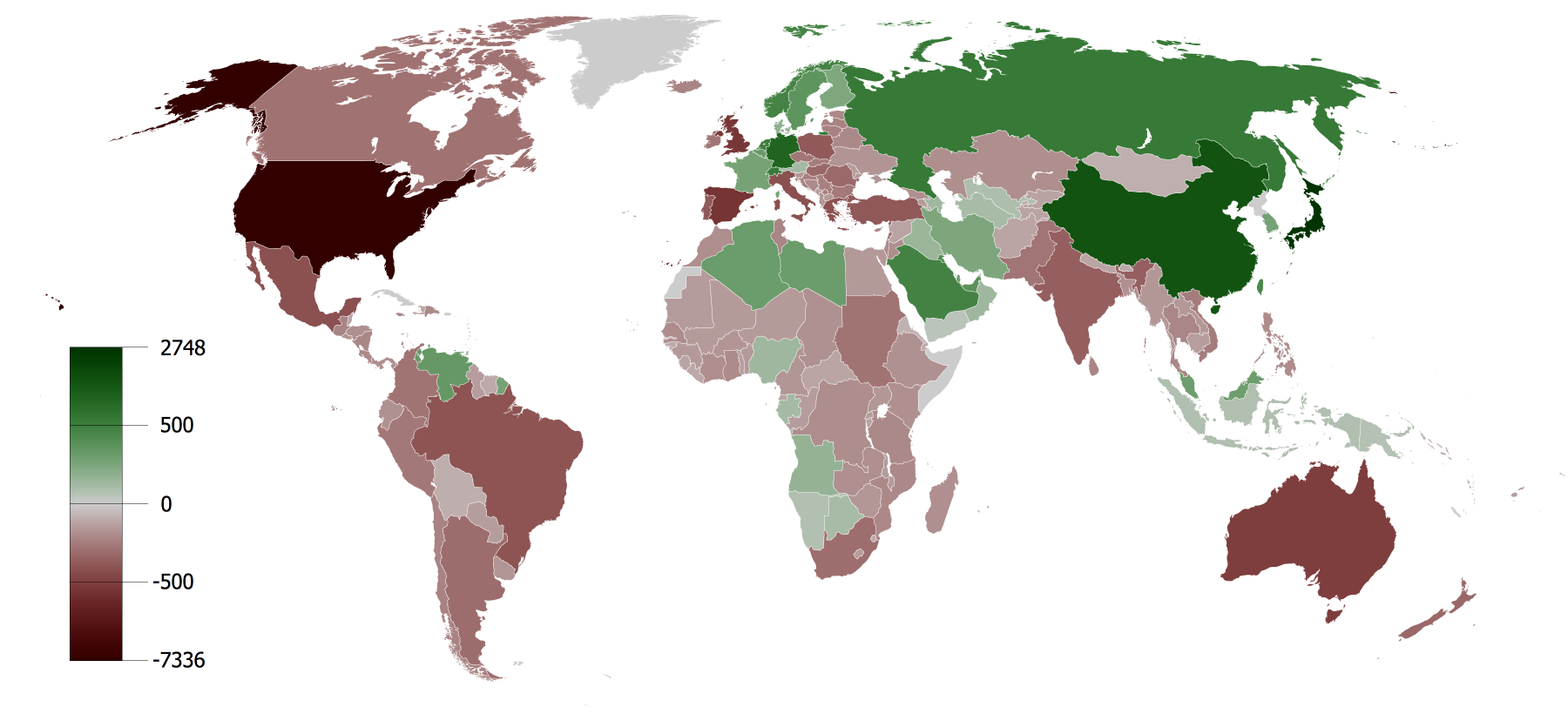
Celková bilance států za roky 1980 až 2008 podle MMF.

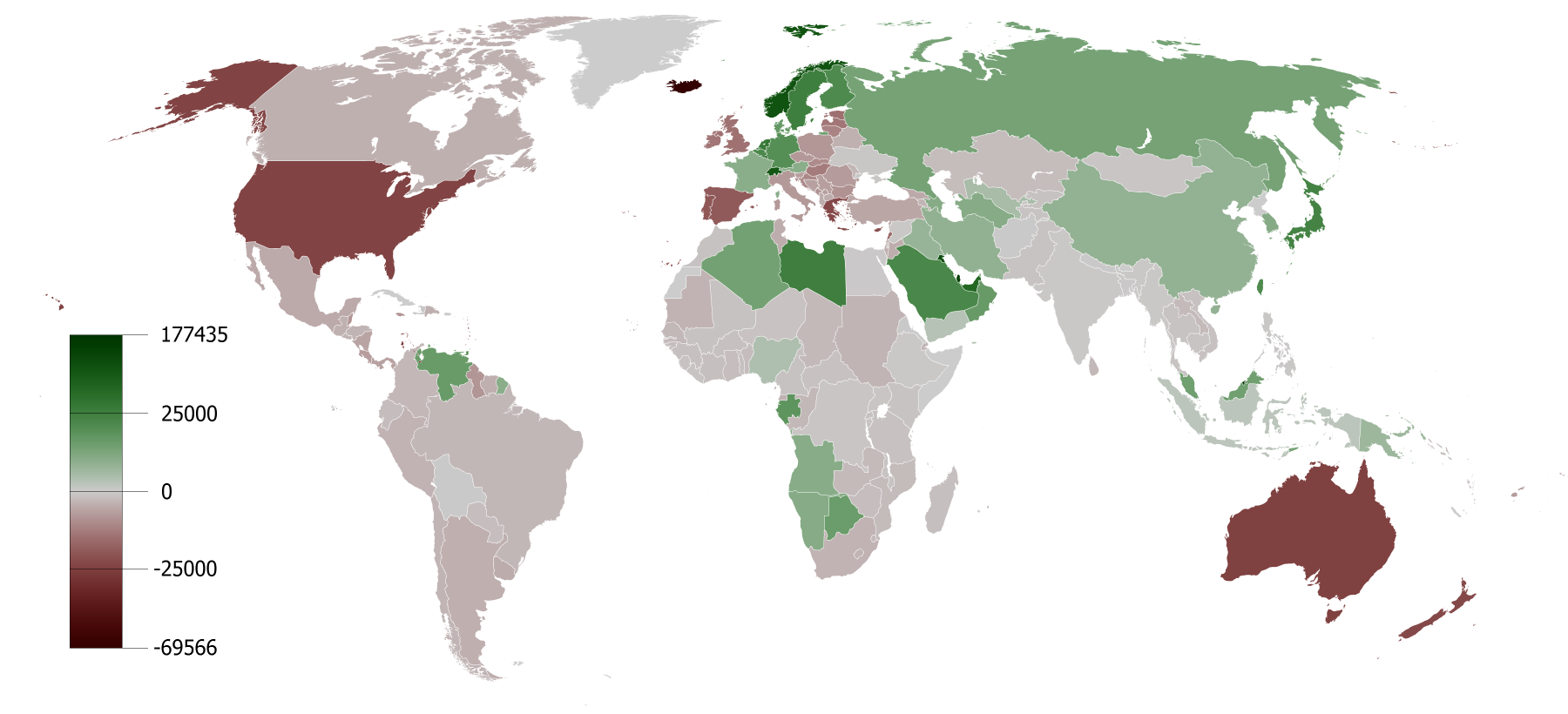
Celková bilance států vztažená na obyvatele za roky 1980 až 2008 podle MMF.

Obchodní bilance je rozdíl mezi vývozem a dovozem zboží mezi domácí ekonomikou a zahraničím. Jde o část běžného účtu platební bilance.

## Použití pojmu
S pojmem obchodní bilance se často setkáváme v médiích, protože je oblíbeným ukazatelem výkonnosti ekonomiky v mezinárodním obchodě. Obchodování se zahraničím však lépe postihuje samotný běžný účet, protože kromě pohybu zboží zahrnuje i pohyb služeb (bilance služeb), čisté investice a transfery. Objevují se též pojmy aktivní obchodní bilance (někdy též kladná obchodní bilance), která indikuje vyšší export oproti importu, a negativní obchodní bilance (řidčeji pasivní obchodní bilance), která značí, že předmětná země více dováží než vyváží. Tento převis se též nazývá saldo obchodní bilance. Nejvyšší obchodní bilanci ze všech zemí měla podle odhadů z roku 2009 Čína (297,1 mld USD), nejnižší (a tedy největší saldo) pak mají Spojené státy americké (−419,9 mld USD).